# Pfaffenhofen an der Ilm
Pfaffenhofen an der Ilm é um município da Alemanha, situado no distrito de Pfaffenhofen, no estado da Baviera. Tem 92,39 km² de área, e sua população em 2019 foi estimada em 26.124 habitantes.